# Josette Day
Josette Day (Paris, 31 de julho de 1914 - 27 de junho de 1978) foi uma atriz francesa.